# القائمة (المخادر)

تعديل مصدري - تعديل

القائمة محلة تابعة لقرية بيت عنان، التابعة لعزلة السحول بمديرية المخادر إحدى مديريات محافظة إب في الجمهورية اليمنية، بلغ تعداد سكانها 26 حسب تعداد اليمن لعام 2004.